# (15820) 1994 TB
(15820) 1994 TB – planetoida z pasa Kuipera.

## Odkrycie
Planetoida została odkryta 2 października 1994 roku w obserwatorium astronomicznym na Mauna Kea (Hawaje) przez D. Jewitta i Jun Chena. Nazwa planetoidy jest oznaczeniem tymczasowym.

## Orbita
Trajektoria (15820) 1994 TB nachylona jest do płaszczyzny ekliptyki pod kątem 12,13°. Na jeden obieg wokół Słońca ciało to potrzebuje ok. 246,63 roku, krążąc w średniej odległości 39,32 j.a. od Słońca.
Planetoidę tę klasyfikuje się w kategorii plutonek.

## Właściwości fizyczne
(15820) 1994 TB ma jasność absolutną wynoszącą 7,1m. Okres rotacji tego ciała wokół własnej osi oszacowano na 6 godzin 30 minut, a rozmiary na 167 km.